# Lưu Kế Nguyên
Lưu Kế Nguyên (chữ Hán:劉繼元,? - 992), là người cai trị cuối cùng của vương quốc Bắc Hán của Trung Quốc trong thời kỳ Ngũ đại Thập quốc. Ông là cháu trai của Lưu Minh. Ông cai trị Bắc Hán từ năm 968 đến năm 979, khi ông đầu hàng quân Tống dưới quyền của Hoàng đế Tống Thái Tông.
Lưu Kế Nguyên tự xưng là người kế tục hợp pháp của Nhà Bắc Hán (đôi khi gọi là Đông Hán) ở Sơn Tây, căn cứ quyền lực truyền nối nhiều đời của tộc Sa Đà.

## Quan hệ với láng giềng
Vương quốc này nằm kẹp giữa hai nước lớn mạnh hơn là nhà Tống về phía nam và nhà Liêu của người Khiết Đan về phía bắc. Lưu Kế Nguyên đã thiết lập quan hệ truyền thống với Khiết Đan, nước bảo hộ cho Bắc Hán, do đó khiến Bắc Hán tồn tại lâu hơn bất kỳ vương quốc nào khác trong 10 nước thời Ngũ Đại.
đến năm 979, khi ông đầu hàng quân Tống dưới quyền của Hoàng đế Tống Thái Tông, Bắc Hán bị sáp nhập vào Đại Tống.

## Vua Bắc Hán

### Các vua Bắc Hán
| Miếu hiệu 廟號) | Thuỵ hiệu 諡號)    | Tên riêng              | Thời gian cai trị | Niên hiệu 年號                              |
| --------------- | ------------------ | ---------------------- | ----------------- | ------------------------------------------- |
| Thế Tổ 世祖     | Thần Vũ Đế 神武帝  | Lưu Mân 劉旻, Lưu Sùng | 951-954           | Càn Hựu 乾祐 951-954                        |
| Duệ Tông 睿宗   | Hiếu Hoà Đế 孝和帝 | Lưu Thừa Quân 劉承鈞   | 954-970           | Càn Hữu 乾祐 954-957 Thiên Vận 天會 957-970 |
| Thiếu Chủ 少主  | Không có           | Lưu Kế Ân 劉繼恩       | 970               | Không có                                    |
| Không có        | Anh Vũ Đế 英武帝   | Lưu Kế Nguyên 劉繼元   | 970-979           | Quảng Vận 廣運 970-979                      |

|                                    |                                    |                                    |                                    |                                    |                                    |                                     |                                     |                                     |                                     |                                     |                                     |                                 |                                 |  |  |                                        |                                        |                                        |                                        |                                        |                                        | quá kế (nhận nuôi) |  |            |            |            |            |                                |                                |                                |                                |                                |                                |         |         |                                           |                                           |                                           |                                           |                                           |                                           |       |       |       |       |  |  |  |  |
|                                    |                                    |                                    |                                    |                                    |                                    |                                     |                                     | Hán Hiến Tổ Lưu Điển                |                                     |                                     |                                     |                                 |                                 |  |  |                                        |                                        |                                        |                                        |                                        |                                        |                    |  |            |            |            |            |                                |                                |                                |                                |                                |                                |         |         |                                           |                                           |                                           |                                           |                                           |                                           |       |       |       |       |  |  |  |  |
|                                    |                                    |                                    |                                    |                                    |                                    |                                     |                                     |                                     |                                     |                                     |                                     |                                 |                                 |  |  |                                        |                                        |                                        |                                        |                                        |                                        |                    |  |            |            |            |            |                                |                                |                                |                                |                                |                                |         |         |                                           |                                           |                                           |                                           |                                           |                                           |       |       |       |       |  |  |  |  |
|                                    |                                    |                                    |                                    |                                    |                                    |                                     |                                     |                                     |                                     |                                     |                                     |                                 |                                 |  |  |                                        |                                        |                                        |                                        |                                        |                                        |                    |  |            |            |            |            |                                |                                |                                |                                |                                |                                |         |         |                                           |                                           |                                           |                                           |                                           |                                           |       |       |       |       |  |  |  |  |
| Hậu Hán                            | Hậu Hán                            | Hậu Hán                            | Hậu Hán                            | Hậu Hán                            | Hậu Hán                            |                                     |                                     |                                     |                                     |                                     |                                     |                                 |                                 |  |  | Bắc Hán                                | Bắc Hán                                | Bắc Hán                                | Bắc Hán                                | Bắc Hán                                | Bắc Hán                                |                    |  |            |            |            |            |                                |                                |                                |                                |                                |                                |         |         |                                           |                                           |                                           |                                           |                                           |                                           |       |       |       |       |  |  |  |  |
| Hậu Hán                            | Hậu Hán                            | Hậu Hán                            | Hậu Hán                            | Hậu Hán                            | Hậu Hán                            | Hán Cao Tổ Lưu Tri Viễn 895-947-948 | Hán Cao Tổ Lưu Tri Viễn 895-947-948 | Hán Cao Tổ Lưu Tri Viễn 895-947-948 | Hán Cao Tổ Lưu Tri Viễn 895-947-948 | Hán Cao Tổ Lưu Tri Viễn 895-947-948 | Hán Cao Tổ Lưu Tri Viễn 895-947-948 |                                 |                                 |  |  | Bắc Hán                                | Bắc Hán                                | Bắc Hán                                | Bắc Hán                                | Bắc Hán                                | Bắc Hán                                |                    |  |            |            |            |            | Hán Thế Tổ Lưu Mân 895-951-954 | Hán Thế Tổ Lưu Mân 895-951-954 | Hán Thế Tổ Lưu Mân 895-951-954 | Hán Thế Tổ Lưu Mân 895-951-954 | Hán Thế Tổ Lưu Mân 895-951-954 | Hán Thế Tổ Lưu Mân 895-951-954 |         |         |                                           |                                           |                                           |                                           |                                           |                                           |       |       |       |       |  |  |  |  |
|                                    |                                    |                                    |                                    |                                    |                                    | Hán Cao Tổ Lưu Tri Viễn 895-947-948 | Hán Cao Tổ Lưu Tri Viễn 895-947-948 | Hán Cao Tổ Lưu Tri Viễn 895-947-948 | Hán Cao Tổ Lưu Tri Viễn 895-947-948 | Hán Cao Tổ Lưu Tri Viễn 895-947-948 | Hán Cao Tổ Lưu Tri Viễn 895-947-948 |                                 |                                 |  |  |                                        |                                        |                                        |                                        |                                        |                                        |                    |  |            |            |            |            | Hán Thế Tổ Lưu Mân 895-951-954 | Hán Thế Tổ Lưu Mân 895-951-954 | Hán Thế Tổ Lưu Mân 895-951-954 | Hán Thế Tổ Lưu Mân 895-951-954 | Hán Thế Tổ Lưu Mân 895-951-954 | Hán Thế Tổ Lưu Mân 895-951-954 |         |         |                                           |                                           |                                           |                                           |                                           |                                           |       |       |       |       |  |  |  |  |
|                                    |                                    |                                    |                                    |                                    |                                    |                                     |                                     |                                     |                                     |                                     |                                     |                                 |                                 |  |  |                                        |                                        |                                        |                                        |                                        |                                        |                    |  |            |            |            |            |                                |                                |                                |                                |                                |                                |         |         |                                           |                                           |                                           |                                           |                                           |                                           |       |       |       |       |  |  |  |  |
| Hán Ẩn Đế Lưu Thừa Hựu 929-948-950 | Hán Ẩn Đế Lưu Thừa Hựu 929-948-950 | Hán Ẩn Đế Lưu Thừa Hựu 929-948-950 | Hán Ẩn Đế Lưu Thừa Hựu 929-948-950 | Hán Ẩn Đế Lưu Thừa Hựu 929-948-950 | Hán Ẩn Đế Lưu Thừa Hựu 929-948-950 |                                     |                                     | Tương Âm công Lưu Uân ?-950-951     | Tương Âm công Lưu Uân ?-950-951     | Tương Âm công Lưu Uân ?-950-951     | Tương Âm công Lưu Uân ?-950-951     | Tương Âm công Lưu Uân ?-950-951 | Tương Âm công Lưu Uân ?-950-951 |  |  | Hán Duệ Tông Lưu Thừa Quân 926-954-968 | Hán Duệ Tông Lưu Thừa Quân 926-954-968 | Hán Duệ Tông Lưu Thừa Quân 926-954-968 | Hán Duệ Tông Lưu Thừa Quân 926-954-968 | Hán Duệ Tông Lưu Thừa Quân 926-954-968 | Hán Duệ Tông Lưu Thừa Quân 926-954-968 |                    |  | Tiết Chiêu | Tiết Chiêu | Tiết Chiêu | Tiết Chiêu | Tiết Chiêu                     | Tiết Chiêu                     |                                |                                | Lưu thị                        | Lưu thị                        | Lưu thị | Lưu thị | Lưu thị                                   | Lưu thị                                   |                                           |                                           | Hà Mỗ                                     | Hà Mỗ                                     | Hà Mỗ | Hà Mỗ | Hà Mỗ | Hà Mỗ |  |  |  |  |
| Hán Ẩn Đế Lưu Thừa Hựu 929-948-950 | Hán Ẩn Đế Lưu Thừa Hựu 929-948-950 | Hán Ẩn Đế Lưu Thừa Hựu 929-948-950 | Hán Ẩn Đế Lưu Thừa Hựu 929-948-950 | Hán Ẩn Đế Lưu Thừa Hựu 929-948-950 | Hán Ẩn Đế Lưu Thừa Hựu 929-948-950 |                                     |                                     | Tương Âm công Lưu Uân ?-950-951     | Tương Âm công Lưu Uân ?-950-951     | Tương Âm công Lưu Uân ?-950-951     | Tương Âm công Lưu Uân ?-950-951     | Tương Âm công Lưu Uân ?-950-951 | Tương Âm công Lưu Uân ?-950-951 |  |  | Hán Duệ Tông Lưu Thừa Quân 926-954-968 | Hán Duệ Tông Lưu Thừa Quân 926-954-968 | Hán Duệ Tông Lưu Thừa Quân 926-954-968 | Hán Duệ Tông Lưu Thừa Quân 926-954-968 | Hán Duệ Tông Lưu Thừa Quân 926-954-968 | Hán Duệ Tông Lưu Thừa Quân 926-954-968 |                    |  | Tiết Chiêu | Tiết Chiêu | Tiết Chiêu | Tiết Chiêu | Tiết Chiêu                     | Tiết Chiêu                     |                                |                                | Lưu thị                        | Lưu thị                        | Lưu thị | Lưu thị | Lưu thị                                   | Lưu thị                                   |                                           |                                           | Hà Mỗ                                     | Hà Mỗ                                     | Hà Mỗ | Hà Mỗ | Hà Mỗ | Hà Mỗ |  |  |  |  |
|                                    |                                    |                                    |                                    |                                    |                                    |                                     |                                     |                                     |                                     |                                     |                                     |                                 |                                 |  |  |                                        |                                        |                                        |                                        |                                        |                                        |                    |  |            |            |            |            |                                |                                |                                |                                |                                |                                |         |         |                                           |                                           |                                           |                                           |                                           |                                           |       |       |       |       |  |  |  |  |
|                                    |                                    |                                    |                                    |                                    |                                    |                                     |                                     |                                     |                                     |                                     |                                     |                                 |                                 |  |  |                                        |                                        |                                        |                                        |                                        |                                        |                    |  |            |            |            |            |                                |                                |                                |                                |                                |                                |         |         |                                           |                                           |                                           |                                           |                                           |                                           |       |       |       |       |  |  |  |  |
|                                    |                                    |                                    |                                    |                                    |                                    |                                     |                                     |                                     |                                     |                                     |                                     |                                 |                                 |  |  |                                        |                                        |                                        |                                        |                                        |                                        |                    |  |            |            |            |            | Hán Thiếu Chủ Lưu Kế Ân ?-968  | Hán Thiếu Chủ Lưu Kế Ân ?-968  | Hán Thiếu Chủ Lưu Kế Ân ?-968  | Hán Thiếu Chủ Lưu Kế Ân ?-968  | Hán Thiếu Chủ Lưu Kế Ân ?-968  | Hán Thiếu Chủ Lưu Kế Ân ?-968  |         |         | Bắc Hán Vũ Đế Lưu Kế Nguyên ?-968-979-992 | Bắc Hán Vũ Đế Lưu Kế Nguyên ?-968-979-992 | Bắc Hán Vũ Đế Lưu Kế Nguyên ?-968-979-992 | Bắc Hán Vũ Đế Lưu Kế Nguyên ?-968-979-992 | Bắc Hán Vũ Đế Lưu Kế Nguyên ?-968-979-992 | Bắc Hán Vũ Đế Lưu Kế Nguyên ?-968-979-992 |       |       |       |       |  |  |  |  |